# Zementkartell
Der Begriff Zementkartell steht für verbotene Preis- und Gebietsabsprachen zwischen Zementherstellern. Da die Normung des Zements für gleiche Qualität bei allen Herstellern sorgt, gilt die Branche als anfällig für die Kartellbildung.

## Hintergrund
Ein Kartell wurde Anfang der 2000er durch das Bundeskartellamt aufgedeckt und dadurch beendet. Laut Kartellamt wurden zum Teil seit den 1970er Jahren wettbewerbswidrige Gebiets- und Quotenabsprachen getroffen und bis zum Jahr 2002 fortgesetzt. Das Amt schloss das Verfahren gegen die beteiligten Unternehmen 2004 ab und verhängte Bußgelder in Höhe von 661 Millionen Euro. Das war bis dahin die höchste jemals vom Amt verhängte Summe. Außer den sechs größten Zementherstellern in Deutschland waren auch mittelständische Unternehmen betroffen. Die verhängten Strafen wurden im Juni 2009 vom Oberlandesgericht Düsseldorf reduziert und im Februar 2013 vom Bundesgerichtshof weitgehend bestätigt.
| Bußgeld      | reduziert    | Unternehmen      |
| ------------ | ------------ | ---------------- |
| 12 Mio. €    |              | Readymix (Cemex) |
| 74 Mio. €    | 14,6 Mio. €  | Holcim (Schweiz) |
| 86 Mio. €    | 24 Mio. €    | Lafarge Zement   |
| 95 Mio. €    | 50 Mio. €    | Dyckerhoff       |
| 142 Mio. €   | 70 Mio. €    | Schwenk Zement   |
| 251,5 Mio. € | 170 Mio. €   | HeidelbergCement |
| 660,5 Mio. € | 328,6 Mio. € | Gesamtbußgelder  |

Bis auf das Unternehmen Readymix legten alle Unternehmen Einspruch beim Oberlandesgericht Düsseldorf gegen die Bußgelder ein. Mit der weitgehenden Bestätigung der Vorwürfe des Bundeskartellamts schloss im Juni 2009 das Oberlandesgericht Düsseldorf das Verfahren ab. Das Gericht reduzierte, auch aufgrund des überlangen Strafverfahrens, die Strafen auf rund 330 Millionen Euro.

## Schadensersatzklage
Vor dem Landgericht Düsseldorf vertritt die belgische Aktiengesellschaft Cartel Damage Claims die Interessen von 28 Kunden, die durch die Preisabsprachen geschädigt wurden. Die Zulässigkeit dieser zivilen Schadensersatzklage gegen die Firmen des Zementkartells wurde 2009 vom Bundesgerichtshof bestätigt. Das Verfahren endete am 18. Februar 2015 mit einer Klageabweisung durch das OLG Düsseldorf endgültig.
Eine Feststellungsklage zur Schadensersatzpflicht, eingereicht 2015 beim Landgericht Mannheim, war vor dem BGH erfolgreich.
Im November 2009 wurden Büros mehrerer Zementhersteller der Europäischen Union durchsucht, 2010 begann die Europäische Kommission ein förmliches Kartellverfahren. Der Verdacht bezog sich auf Beschränkungen im Im- und Export sowie Preisabsprachen und Marktaufteilung. Es standen neben dem Schweizer Zementhersteller Holcim und den deutschen Unternehmen HeidelbergCement und Dyckerhoff insgesamt acht Firmen unter dem Verdacht „sich mit Preisabsprachen und Marktaufteilungen bei Zement und verwandten Produkten illegale Vorteile verschafft zu haben.“ 2015 wurde das Verfahren eingestellt.

## Brasilianisches Zementkartell
Das schweizerische Unternehmen Holcim soll sich gemeinsam mit Cimpor Cimentos de Portugal, Votorantim Cimentos, Intercement Brasil, Itabira Agro Industrial und Cia de Cimentos Itambe an weiteren Preisabsprachen beteiligt haben. Die Betonhersteller teilten sich rund drei Viertel des Zement- und Betonmarktes in Brasilien. Die brasilianische Kartellbehörde verhängte 2014 gegen die beteiligten Unternehmen eine Kartell-Strafzahlung. Sie wurden verurteilt umgerechnet eine Milliarde Franken (3,1 Milliarden Real) zu zahlen. Der brasilianische Marktführer Votorantim kündigte daraufhin an das Urteil anzufechten, da das Unternehmen allein 490 Millionen Euro zahlen sollte. Die Forderungen gegenüber Holcim betrugen 192 Millionen Euro umgerechnet rund 203 Millionen Franken.